# La bella Otero (pel·lícula)
La bella Otero (en francès, La belle Otero) és una pel·lícula de drama històric francoitaliana de 1954 dirigida per Richard Pottier i protagonitzada per María Félix, Jacques Berthier i Louis Seigner. Es basa en la història de la ballarina i cortesana espanyola del segle xix Carolina Otero. El rodatge va tenir lloc als estudis Joinville i als estudis Saint-Maurice de París. Es va gravar amb l'Eastmancolor. Els decorats de la pel·lícula van ser dissenyats pel director artístic Robert Gys. S'ha doblat al català.

## Repartiment
- María Félix com a Carolina Otero
- Jacques Berthier com a Jean Chastaing
- Louis Seigner com a Robert Martel
- Marie Sabouret com a Diane de Nemours
- Paolo Stoppa com a Frédéric
- Jean-Marc Tennberg com a Morillon
- Maurice Teynac com a Mountfeller
- Jean Pâqui com a D'Herbecourt
- Micheline Gary com a Eglantine
- Nerio Bernardi com el gran-duc
- José Torres com a Pablo
- Alain Bouvette com un espectador al Kursaal
- Gisèle Grandpré com la presentadora
- Jacqueline Marbaux com a Lucie